# Pike (Californie)
Pour les articles homonymes, voir Pike.
Pike est une census-designated place du comté de Sierra, dans l'État de Californie, aux États-Unis,. En 2020, elle compte une population de 159 habitants.